# Kanton Ourville-en-Caux
Der Kanton Ourville-en-Caux war bis 2015 ein französischer Wahlkreis im Arrondissement Le Havre, im Département Seine-Maritime und in der Region Haute-Normandie; sein Hauptort war Ourville-en-Caux. Vertreter im Generalrat des Départements war von 2004 bis 2015 Yvon Pesquet (DVD), Bürgermeister von Cleuville.
Der Kanton Ourville-en-Caux war 91,68 km² groß und hatte (2006) 4.817 Einwohner, was einer Bevölkerungsdichte von 53 Einwohnern pro km² entsprach. Er lag im Mittel auf 105 Meter über dem Meeresspiegel, zwischen 36 m in Le Hanouard und 152 m in Anvéville. 

## Gemeinden
Der Kanton bestand aus 16 Gemeinden:
| Gemeinde                    | Einwohner Jahr | Fläche km² | Bevölkerungsdichte | Code INSEE | Postleitzahl |
| --------------------------- | -------------- | ---------- | ------------------ | ---------- | ------------ |
| Ancourteville-sur-Héricourt | 300 (2013)     | –          | – Einw./km²        | 76009      | 76560        |
| Anvéville                   | 293 (2013)     | –          | – Einw./km²        | 76023      | 76560        |
| Beuzeville-la-Guérard       | 203 (2013)     | –          | – Einw./km²        | 76091      | 76450        |
| Carville-Pot-de-Fer         | 115 (2013)     | –          | – Einw./km²        | 76161      | 76560        |
| Cleuville                   | 192 (2013)     | –          | – Einw./km²        | 76180      | 76450        |
| Le Hanouard                 | 250 (2013)     | –          | – Einw./km²        | 76339      | 76450        |
| Hautot-l’Auvray             | 357 (2013)     | –          | – Einw./km²        | 76346      | 76450        |
| Héricourt-en-Caux           | 936 (2013)     | –          | – Einw./km²        | 76355      | 76560        |
| Oherville                   | 224 (2013)     | –          | – Einw./km²        | 76483      | 76560        |
| Ourville-en-Caux            | 1.090 (2013)   | –          | – Einw./km²        | 76490      | 76450        |
| Robertot                    | 199 (2013)     | –          | – Einw./km²        | 76530      | 76560        |
| Routes                      | 245 (2013)     | –          | – Einw./km²        | 76542      | 76560        |
| Saint-Vaast-Dieppedalle     | 355 (2013)     | –          | – Einw./km²        | 76653      | 76450        |
| Sommesnil                   | 96 (2013)      | –          | – Einw./km²        | 76679      | 76560        |
| Thiouville                  | 286 (2013)     | –          | – Einw./km²        | 76692      | 76450        |
| Veauville-lès-Quelles       | 114 (2013)     | –          | – Einw./km²        | 76730      | 76560        |

## Bevölkerungsentwicklung
| 1962  | 1968  | 1975  | 1982  | 1990  | 1999  | 2006  |
| ----- | ----- | ----- | ----- | ----- | ----- | ----- |
| 3.660 | 3.956 | 3.708 | 4.193 | 4.213 | 4.568 | 4.817 |